# Untersteig (Maierhöfen)
Untersteig (westallgäuerisch: (Undr-)Schdoig; bis 1935 offiziell Steig) ist ein Gemeindeteil der Gemeinde Maierhöfen im bayerisch-schwäbischen Landkreis Lindau (Bodensee).

## Geographie
Der Weiler liegt circa zwei Kilometer westlich des Hauptorts Maierhöfen und zählt zur Region Westallgäu. Östlich der Ortschaft liegt Obersteig. Südlich von Untersteig verläuft die Obere Argen und dort befindet sich das Naturschutzgebiet Eistobel.

## Ortsname
Der Ortsname bedeutet (Siedlung an) einer steilen Straße. Er beschreibt den Anstieg der historischen Hauptstraße durch das Argental.

## Geschichte
Südlich des heutigen Orts führte einst die Römerstraße Kempten–Bregenz. 1320 wurde erstmals de Staige urkundlich erwähnt. Die Bezeichnung Untersteig wurde erstmals 1605 mit dem guet Vnnderm Staig erwähnt. 1770 fand die Vereinödung Steigs mit sieben Teilnehmern statt.
Der Ort gehörte einst zum Gericht Grünenbach in der Herrschaft Bregenz. Später dann bis zum 1. Januar 1935 gehörte die Ortschaft der Gemeinde Gestratz an. Seit der Umgemeindung wird zwischen Ober- und Untersteig unterschieden.

### Steigmühle
Die Steigmühle wurde erstmals 1639 durch den Erwerb des Klosters Isny erwähnt. Sie war eine Mahl- und Sägemühle. 1648 wurde sie durch Schweden im Dreißigjährigen Krieg abgebrannt und 1655 wieder errichtet. 1913 wurde die Mühle stillgelegt, 1936 folgte die Säge.

## Baudenkmäler
Siehe: Liste der Baudenkmäler in Untersteig

## Persönlichkeiten
- Alois Stadler (1814–1877), deutscher Politiker, Mitglied des Bayerischen Landtages